# Simfonia d'una gran ciutat
Simfonia d'una gran ciutat és un disc, com un encàrrec del Setmana Internacional del Cinema de Barcelona, de Pegasus compost el 1986 com a banda sonora del documental Berlin: Die Sinfonie der Großstadt (1927). El documental, una col·laboració entre l'escriptor Carl Meyer i el cineasta Walter Ruttmann és una mirada quotidiana en un dia qualsevol a la capital alemanya de principis del segle xx. Simfonia d'una gran ciutat va suposar un dels grans èxits del grup.
A partir del 2013 Pegasus va tornar a fer una gira amb la projecció del documental i la música en directe.

## Temes
| Núm. | Títol                           | Durada |
| ---- | ------------------------------- | ------ |
| 1.   | «Obertura»                      | 2:58   |
| 2.   | «El despertar»                  | 1:46   |
| 3.   | «Primer moviment»               | 4:49   |
| 4.   | «Rondó de les màquines»         | 2:19   |
| 5.   | «Balada del obrers»             | 2:00   |
| 6.   | «Paranoia»                      | 3:16   |
| 7.   | «Joc d'oci»                     | 3:43   |
| 8.   | «Tempo de rock»                 | 3:23   |
| 9.   | «Andante per a dones i infants» | 1:37   |
| 10.  | «Sector terciari»               | 2:48   |
| 11.  | «Punt de reunió»                | 4:44   |
| 12.  | «Múltiples imatges d'una pausa» | 1:27   |
| 13.  | «Sons de migdiada»              | 4:32   |
| 14.  | «Allegro de nit»                | 3:10   |

## Edicions
- Pegasus Records (1986)
- Actual Records (1996)
- Picap (2008)